# Winters (Texas)
Winters es una ciudad ubicada en el condado de Runnels en el estado estadounidense de Texas. En el Censo de 2010 tenía una población de 2562 habitantes y una densidad poblacional de 336,46 personas por km².

## Geografía
Winters se encuentra ubicada en las coordenadas 31°56′56″N 99°57′32″O / 31.94889, -99.95889. Según la Oficina del Censo de los Estados Unidos, Winters tiene una superficie total de 7.61 km², de la cual 6.09 km² corresponden a tierra firme y (19.97%) 1.52 km² es agua.

## Demografía
Según el censo de 2010, había 2562 personas residiendo en Winters. La densidad de población era de 336,46 hab./km². De los 2562 habitantes, Winters estaba compuesto por el 75.57% blancos, el 2.77% eran afroamericanos, el 0.39% eran amerindios, el 0.04% eran asiáticos, el 0% eran isleños del Pacífico, el 18.7% eran de otras razas y el 2.54% pertenecían a dos o más razas. Del total de la población el 44.42% eran hispanos o latinos de cualquier raza.